# Internationale Luchthaven Kabul
De Internationale Luchthaven Kabul, voorheen de Internationale Luchthaven Hamid Karzai en ook wel bekend als Luchthaven Khwaja Rawash, is een luchthaven die 16 kilometer vanaf het centrum van Kabul in Afghanistan ligt.
De luchthaven is gebouwd in de jaren 70. Door de internationale sancties onder het talibanbewind was het vliegveld vrijwel helemaal gesloten en waren er slechts een paar internationale vluchten. Nadat de Verenigde Staten de aanval op Afghanistan inzetten na de aanslagen op 11 september 2001, werd het vliegveld weer geopend. Eerst was het alleen toegankelijk voor militaire toestellen, maar nadat begin 2002 de sancties van de Verenigde Naties waren opgeheven konden ook civiele luchtvaartmaatschappijen weer van het vliegveld gebruikmaken. Belgische militairen verzorgden sedert 2003 de bewaking van het vliegveld, Amerikaanse militairen zorgden voor de luchtverkeersleiding.
In 2014 werd de naam van de luchthaven gewijzigd ter ere van de voormalig president van Afghanistan, Hamid Karzai.
In augustus 2021 werd de Internationale Luchthaven Hamid Karzai het middelpunt van grootschalige evacuaties doordat duizenden Afghanen en buitenlanders het land uit probeerden te vluchten na het slagen van het talibanoffensief van 2021, en met name na de val van Kabul. Er ontstonden grote mensenmassa's en als gevolg daarvan een grote chaos, waarin mensen verdrukt werden. Het Amerikaanse leger, dat zich tot de luchthaven had teruggetrokken, nam tijdelijk de controle over het complex over, deels in samenwerking met de taliban. Op 26 augustus werd de mensenmenigte getroffen door een zelfmoordaanslag, waarbij zeker 170 doden vielen.
Na de overname van de luchthaven door de taliban in 2021 is de naam simpelweg gewijzigd naar de Internationale Luchthaven Kabul.